# 陈天佳
陳天佳（1998年12月17日—），中國兒童歌手，外號小茉莉。

## 簡歷
陳天佳1998年12月17日生於中國北京市，2000年寄宿蓝天宇峰幼儿园，其后开始学习舞蹈；2004年，5歲的陳天佳被知名導演張藝謀選中，於當年的2004年雅典奥运会闭幕式演唱中國民歌《茉莉花》而成名，隨後即回歸平淡，過著一般同齡女孩的生活，但2008年北京奥运前，她再次受邀與眾多華人明星录制了奧運歌曲《北京欢迎你》，並擔任首句的演唱。2010年獲選為北京十佳少先队员。
根據其個人微博顯示，她後來留學於加拿大溫哥華。